# Damir Kedžo
Damir Kedžo, hrvaški pevec, * 24. maj 1987.

## Zgodnje življenje
Kedžo se je rodil 24. maja 1987 v Omišlju, kjer je končal glasbeno šolo in pel v cerkvenem zboru. Ko je bil otrok, si je poleg petja želel biti ginekolog, a je to idejo opustil, ko se je prijavil v oddajo Story Super Nova Music Talent Show. Damir je imel operacijo čeljusti, saj ni mogel normalno govoriti in jesti, imel je težave z izgovorjavo besed, kar je za pevca pomembno. Po operaciji en mesec ni mogel govoriti, popolno okrevanje pa je trajalo tri mesece, ko je spet lahko normalno žvečil. Priznal je, da je po operaciji postal močnejši človek, bolj samozavesten vase in v svoje odločitve. 

## Kariera
Leta 2003 se je Kedžo pri 16 letih udeležil oddaje Nove TV Story Supernova Music Talents, kjer je navdušil občinstvo in žirijo s svojo osebnostjo in končal med najboljših 7.  Leta 2011 se je Kedžo prijavil na Doro 2011, hrvaški nacionalni izbor za Pesem Evrovizije 2011 v kateri je izpadel že v prvi oddaji.  Leta 2015 je zmagal na ruskem festivalu »New Wave«. Od takrat je začel delati svoje pesmi v angleščini.  Kedžo je decembra 2016 zmagal v tretji sezoni najbolj gledane hrvaške oddaje »Tvoje lice zvuči poznato«. Januarja 2019 je Kedžo zmagal na Zagrebfestu s pesmijo »Srce mi umire za njom«. 
Dne 23. decembra 2019 je bilo objavljeno da bo Kedžo nastopal na Dori 2020s pesmijo »Divlji vjetre«. Na tekmovanju je zmagal in postal predstavnik Hrvaške za Pesem Evrovizije 2020.  Tekmovanje v Rotterdamu je bilo odpovedano zaradi pandemije COVID-19. 
Kasneje mu je bila zavrnjena priložnost, da zastopa Hrvaško na tekmovanju leta 2021. Leta 2023 je Kedžo ponovno nastopil na Dori. Njegova pesem »Angels and Demons« se je uvrstila na peto mesto.  Kedžo je leta 2024 spet nastopil na Dori 2024 s pesmijo »Voljena ženo«. Nastopil je v drugem predizboru in se uvrstil v finale, kjer je zasedel 4. mesto. Na nacionalnem izboru je zmagal Baby Lasagna. 

## Diskografija

### Studijski albumi
| Naslov           | Podrobnosti                                                                              | Najvišja uvrstitev na lestvicah |
| Naslov           | Podrobnosti                                                                              | HRV                             |
| ---------------- | ---------------------------------------------------------------------------------------- | ------------------------------- |
| »Damir Kedžo«    | - Objavljeno: 1. junija 2008 - Založba: Menart Records - Formati: CD, digitalni prenos   | —                               |
| »Poljubi me sad« | - Objavljeno: 23. julija 2020 - Založba: Croatia Records - Formati: CD, digitalni prenos | 1                               |

### Pesmi
| »Ki bi sad reke«                                                                   | 2006 | —  | —              |
| »Kanet na vetru«                                                                   | 2007 | —  | Damir Kedžo    |
| »Sjećam se«                                                                        | 2008 | —  | Damir Kedžo    |
| »Idem«                                                                             | 2008 | —  | Damir Kedžo    |
| »Kažnjen u duši«                                                                   | 2008 | —  | Damir Kedžo    |
| »Peza od zlata«                                                                    | 2009 | —  | —              |
| »Daj mi kapju vodi«                                                                | 2012 | —  | —              |
| »Da se more smiluje«                                                               | 2014 | 9  | —              |
| »Kad ljubav stisne zube«                                                           | 2015 | 6  | —              |
| »Tebi sam sve oprostio«                                                            | 2015 | 33 | —              |
| »Korijen u pijesku«                                                                | 2016 | 3  | Poljubi me sad |
| »Ronim na dah«                                                                     | 2016 | 24 | Poljubi me sad |
| »Sve u meni se budi« (skupaj z Zsa Zsa)                                            | 2017 | 1  | Poljubi me sad |
| »Ljubavi moja«                                                                     | 2017 | 9  | Poljubi me sad |
| »Vojnik ljubavi«                                                                   | 2018 | 2  | Poljubi me sad |
| »Ne mogu iz dana u noć« (skupaj z Medea Sindik)                                    | 2018 | 21 | —              |
| »Mi protiv nas« (skupaj z Domenica Žuvela)                                         | 2018 | 2  | Ćiribu ćiriba  |
| »Šuti«                                                                             | 2018 | 3  | Poljubi me sad |
| »Srce mi umire za njom«                                                            | 2019 | 4  | Poljubi me sad |
| »Vidi se izdaleka«                                                                 | 2019 | 1  | Poljubi me sad |
| »Poljubi me sad«                                                                   | 2019 | 1  | Poljubi me sad |
| »Divlji vjetre«                                                                    | 2020 | 1  | Poljubi me sad |
| »Nedodirljiva«                                                                     | 2020 | 3  | Poljubi me sad |
| »Sjeti se«                                                                         | 2020 | 2  | —              |
| »Hram« (skupaj s Tijana Bogićević)                                                 | 2021 | 17 | —              |
| »U nama«                                                                           | 2021 | 11 | —              |
| »Vatra i led«                                                                      | 2021 | 12 | —              |
| »Kad ljubav«                                                                       | 2021 | 3  | —              |
| »Izbor je tvoj«                                                                    | 2022 | 8  | —              |
| »Angels and Demons«                                                                | 2023 | 8  | —              |
| »Zvog tvojih pogleda«                                                              | 2023 | 21 | —              |
| »Moje srce je«                                                                     | 2023 | 22 | —              |
| »—« označuje singel, ki se ni uvrstil na lestvico ali ni bil izdan na tem ozemlju. |      |    |                |